# Malacoherpesviridae
 (Octobre 2021).
Malacoherpesviridae est une famille de virus à ADN de l'ordre des Herpesvirales. Les hôtes naturels de cette famille sont les mollusques, faisant des membres de cette famille les seuls herpèsvirus connus à infecter les invertébrés. Il n'y a actuellement que deux espèces attribué à cette famille, toutes deux classées en deux genres distincts. La maladie associée à l'infection au membre de cette famille comprend des épisodes sporadiques de mortalité élevée chez les larves et les juvéniles,,. Le nom Malacoherpesviridae est dérivé du mot grec 'μαλάκιον' (malakion) signifiant 'mollusque', et de herpesviridae, suffixe propre aux familles de l'ordre des herpesvirales.